# Оахака
Вижте пояснителната страница за други значения на Оахака.
Оахака (на испански: Oaxaca) е един от 31-те щата на Мексико. Разположен е в югоизточната част на страната. Оахака е с население от 3 506 821 жители (2005 г., 10-и по население), а общата площ на щата е 93 952 км², което го прави 5-ия по площ щат в Мексико. Столицата му е Оахака де Хуарес.